# Cis cucullatus
Cis cucullatus is een keversoort uit de familie houtzwamkevers (Ciidae). De wetenschappelijke naam van de soort werd in 1865 gepubliceerd door Thomas Vernon Wollaston.